# Катедра за географију Филозофског факултета Универзитета у Источном Сарајеву
Катедра за географију Филозофског факултета Универзитета у Источном Сарајеву

## Увод
Данашња Катедра за географију Филозофског факултета Универзитета у Источном Сарајеву основана је 1999. године под називом Одсјек за географију. Оснивач Катедре, тј. Одсјека за географију, био је проф. др Милован Пецељ, који је у том периоду био декан Филозофског факултета Пале.

## Историјат катедре
Катедра за географију Филозофског Факултета Универзитета у Источном Сарајеву основана је 1999. године након добијања сагласности Министарства просвјете од 5.11.1999. године.Од оснивања Одсјека, тј. Катедре за географију, већи број наставника и сарадника учествовао је, и још увијек учествује у наставном процесу. Међу наставним особљем, извјестан број наставника ангажован је као гостујући кадар који је долазио и још увијек долази са универзитета у окружењу (Универзитет у Београду, Универзитет у Новом Саду, Универзитет у Бањалуци, Универзитет у Сарајеву,...). Овај тренд је нарочито био изражен у првим годинама постојања и рада Одсјека (Катедре), али захваљујући развоју, постепено су се стекли услови за ангажман властитог наставног кадра, који данас чини већину наставног особља Катедре.

## Наставни кадар
Катедром за географију од њеног оснивања до данас руководила су четири наставника:
проф. др Новак Зубић, у периоду од 1999. године до 2005. године,
проф. др Горан Јовић, у периоду од 2005. године до 2010. године,
доц. др Горан Мутабџија, у периоду од 2010. године до 2012. године и
доц. др Бранислав Драшковић од 2012. године.
Предавачи и сарадници:
- проф. др Милован Пецељ,
- проф. др Новак Зубић,
- проф. др Стево Пашалић,
- доц. др Горан Мутабџија,
- проф. др Данимир Мандић,
- проф. др Војислав Мудреновић,
- проф. др Горан Јовић,
- проф. др Слађана Петронић,
- проф. др Слободан Марковић,
- мр Милка Грмуша,
- доц. др Јелена Пецељ-Пурковић,
- доц. др Милица Пецељ,
- мр Јелена Голијанин,
- доц. др Бранислав Драшковић,
- Жељко Лекић,
- Дајана Вукојевић,
- проф. др Бранка Ковачевић,
- мр Мариана Лукић.

## Шеф Катедре
- Доц.др Милка Грмуша

## Секретар Катедре
- Мр Санда Шушњар

## Спољашњи извори
- https://web.archive.org/web/20171121075454/http://www.ffuis.edu.ba/
- http://www.ffuis.edu.ba/index.php/dr/g-gr-fi/dri